# Lymantria kobesi
Lymantria kobesi är en fjärilsart som beskrevs av Alexander Schintlmeister 1994. Lymantria kobesi ingår i släktet Lymantria och familjen tofsspinnare. Inga underarter finns listade i Catalogue of Life.